# Zamach w Kabulu (2021)
Zamach w Kabulu (2021) – samobójczy zamach bombowy przeprowadzony na międzynarodowym lotnisku im. Hamida Karzaja w Kabulu w Afganistanie 26 sierpnia 2021 roku o godz. 17:50 czasu lokalnego (13:20 UTC), podczas ewakuacji cywilów i wojsk koalicji z Afganistanu. Co najmniej 183 osoby zginęły, w tym 170 afgańskich cywilów i 13 członków Armii Stanów Zjednoczonych. Były to pierwsze amerykańskie straty wojskowe w wojnie w Afganistanie od lutego 2020 roku. Do ataku przyznało się Państwo Islamskie – Prowincja Chorasan (IS-KP).
Następnego dnia, 27 sierpnia siły amerykańskie przeprowadziły nalot z użyciem dronów, który według United States Central Command (USCENTCOM) był skierowany przeciwko trzem podejrzanym o przygotowanie zamachu, ukrywającym się w prowincji Nangarhar. 29 sierpnia USA przeprowadziły drugi atak dronów w Kabulu, celując w pojazd, który, jak podejrzewano, przewoził członków Państwa Islamskiego, ale faktycznie jechał nim afgański pracownik pomocy humanitarnej. W ataku dronów zginęło dziesięciu afgańskich cywilów, w tym siedmioro dzieci.